# پارتی کبکوآ
پارتی کبکوآ (به فرانسوی: Parti Québécois) که به شکل مختصر «پ کو» (PQ) گفته می‌شود، از احزاب سیاسی چپ میانه استانی در کبک، کانادا است که از حاکمیت ملی برای استان کبک و جدایی از کانادا دفاع می‌کند. این حزب به‌طور سنتی مورد حمایت جنبش کارگری است و بر خلاف دیگر احزاب سوسیال دموکرات، پیوندهای آن با جنبش کارگری غیررسمی است. حامیان و اعضای پ کو، «پیکیست» خوانده می‌شوند.
از سال ۲۰۰۷، پولین مروا رهبری حزب را بر عهده داشته‌است. او پس از پیروزی حزبش در انتخابات عمومی کبک در ۲۰۱۲، نخست‌وزیر است.

## نتایج
| انتخابات | تعداد نامزدها | تعداد کرسی‌های برده | درصد از رای مردمی | نتیجه         |
| -------- | ------------- | ------------------ | ----------------- | ------------- |
| ۱۹۷۰     | ۱۰۸           | ۷                  | ۲۳٫۰۶%            | اکثریت لیبرال |
| ۱۹۷۳     | ۱۱۰           | ۶                  | ۳۰٫۲۲%            | اکثریت لیبرال |
| ۱۹۷۶     | ۱۱۰           | ۷۱                 | ۴۱٫۳۷%            | اکثریت پ کو   |
| ۱۹۸۱     | ۱۲۲           | ۸۰                 | ۴۹٫۲۶%            | اکثریت پ کو   |
| ۱۹۸۵     | ۱۲۲           | ۲۳                 | ۳۸٫۶۹%            | اکثریت لیبرال |
| ۱۹۸۹     | ۱۲۵           | ۲۹                 | ۴۰٫۱۶%            | اکثریت لیبرال |
| ۱۹۹۴     | ۱۲۵           | ۷۷                 | ۴۴٫۷۵%            | اکثریت پ کو   |
| ۱۹۹۸     | ۱۲۴           | ۷۶                 | ۴۲٫۸۷%            | اکثریت پ کو   |
| ۲۰۰۳     | ۱۲۵           | ۴۵                 | ۳۳٫۲۴%            | اکثریت لیبرال |
| ۲۰۰۷     | ۱۲۵           | ۳۶                 | ۲۸٫۳۵%            | اکثریت لیبرال |
| ۲۰۰۸     | ۱۲۵           | ۵۱                 | ۳۵٫۱۷ %           | اکثریت لیبرال |
| ۲۰۱۲     | ۱۲۵           | ۵۴                 | ۳۱٫۹۵%            | اکثریت پ کو   |